# Антимах
Антимах је у грчкој митологији било име више личности.

## Митологија
1. Према Аполодору, био је син Херакла и Никипе, Теспијеве кћерке.[1]
2. Био је један од Хераклида,[1] Дејфонтов отац[2] и Трасијаноров син. Њега је поменуо Паусанија.[3]
3. Аполодор га је набројао међу Пенелопине просиоце из Дулихијума.[4]
4. Према Овидијевим „Метаморфозама“, био је кентаур. Присуствовао је Пиритојевом венчању и борио се против Лапита. Убио га је Кенеј.[5]
5. У Хомеровој „Илијади“, био је Тројанац, који, надајући се миту, односно злату које му је Парис обећао, елоквентно је одбијао све предлоге да се Хелена врати Менелају, када су пред почетак рата Менелај и Одисеј то захтевали од Тројанаца.[2] Он је чак своје сународнике наговарао да их убију.[6] Његова деца су била Писандер, Хиполох, Хипомах и Тисифона.[1]
6. Према Квинту Смирњанину, био је ратник са Крита који је дошао са краљем Идоменејем да се у тројанском рату бори против Тројанаца. Био је један од јунака сакривених у тројанском коњу. Убио га је Енеја.[7]
7. Према Хигину, био је један од Египтида, ожењен Данаидом Мидејом.[8]